# Vladimir Dumitrescu
Vladimir Dumitrescu (n. 1 noiembrie 1902, București – d. 11 aprilie 1991, București) a fost un arheolog român, specialist în arheologia preistorică a sud-estului Europei, unul dintre întemeietorii arheologiei moderne din România.

## Educație, activitate
A fost un elev strălucit al Liceului "Sfântul Sava” pe care l-a absolvit, cu premiul I în anul 1921. Apoi, a urmat cursurile Facultății de Filosofie și Litere a Universității București, Secția istorie-geografie, pe care le-a absolvit, cu „Magna cum laude,” în 1925, devenind doctor în istorie, cu teza "L’Etát del ferro nel Piceno", iar cinci ani mai târziu era docent la Facultatea de Litere din București.  A fost bursier al Școlii române din Roma între anii 1926–1928.
În perioada 1923–1935 a lucrat drept conservator la Muzeul Național de Antichități, ocupând apoi funcția de director al instituției (1935–1945), precum și pe aceea de șef de secție la același muzeu, care se va transforma mai târziu în Insitutul de Arheologie. De asemenea, a mai deținut și funcțiile de referent la Direcția Presei și Informațiilor de pe lîngă Președinția Consiliului de Miniștri, secretar general în Ministerul Cultelor, precum și altele. 
Printre responsabilitățile sale s-a aflat și conducerea șantierelor arheologice de la Cârna (1942), Rast (1943–1950) și Basarabi (1943). Cercetările sale de teren au dus, de asemenea, la descoperirea de numeroase așezări preistorice pe aria județului Dolj. 

## Premii, titluri, distincții
- 1930 — Premiul „Vasile Pârvan“ al Academiei Române
- 1976 — Premiul „Vasile Pârvan“ al Academiei Române
- Laureat al premiului de stat clasa a III-a (1950) și clasa a II-a (1955)

## Afilieri
Membru al Consiliului Permanent al Uniunii internaționale de științe pre și protoistorice (din 1932)
Membru al Institutului Italian de pre și protoistorie, Florența (din 1961).
Membru al Institutului German de Arheologie (din 1980)

## Memorialist
A devenit cunoscut publicului larg prin volumul intitulat "Închisorile mele" (1994), redactat ca urmare a condamnării sale drept "criminal politic" în perioada comunistă. Probabil mult mai cunoscută este implicarea sa în acțiunile Mișcării Legionare, al cărei membru a devenit în 1932, ca mai apoi din 1937 să fie chiar comandant. 

## Lucrări publicate
- Închisorile mele, Editura Albatros, București, 1994
- Mărturisirile unui "criminal politic", Bacău, Editura Babel, 2013
- Necropola de incinerație din epoca bronzului de la Cârna
- L’art néolitique en Roumanie, București, Editura Meridiane, 1968
- Muzeul național de antichități, București, Editura Meridiane, 1968
- L’art prehistorique en Roumanie, Editura Luceafărul, 1937
- Oameni și cioburi : contribuții la istoria arheologiei românești, Editura Pământul, Călărași, 1993